# Liste von Horrorfilmen der 1980er Jahre
Die Liste von Horrorfilmen der 1980er Jahre gibt einen chronologischen Überblick über Produktionen, die im Zeitraum von 1980 bis 1989 in diesem Genre gedreht wurden. Bei der Nutzung ist zu beachten, dass ein Großteil der aufgeführten Filme sich mit artverwandten Genres aus dem Bereich der Phantastik wie Science-Fiction und Fantasy überschneidet, aber auch mit Kriminalfilmen und Horrorkomödien. Die Liste erhebt keinen Anspruch auf Vollständigkeit.

## 1980
| Titel                                              | Regie                          | Produktionsland                             |
| -------------------------------------------------- | ------------------------------ | ------------------------------------------- |
| Alien, die Saat des Grauens kehrt zurück           | Ciro Ippolito                  | Italien                                     |
| Asphaltkannibalen                                  | Antonio Margheriti             | Italien / Spanien                           |
| Crying Fields                                      | Charles McCrann                | Vereinigte Staaten                          |
| Fade to Black – Die schönen Morde des Eric Binford | Vernon Zimmerman               | Vereinigte Staaten                          |
| The Fog – Nebel des Grauens                        | John Carpenter                 | Vereinigte Staaten                          |
| Freitag der 13.                                    | Sean S. Cunningham             | Vereinigte Staaten                          |
| Das Grauen                                         | Peter Medak                    | Kanada                                      |
| Großangriff der Zombies                            | Umberto Lenzi                  | Italien / Mexiko / Spanien                  |
| Die Hölle der lebenden Toten                       | Bruno Mattei, Claudio Fragasso | Italien / Spanien                           |
| Der Höllentrip                                     | Ken Russell                    | Vereinigte Staaten                          |
| Horror Infernal                                    | Dario Argento                  | Italien                                     |
| Der Horror-Alligator                               | Lewis Teague                   | Vereinigte Staaten                          |
| Horror-Baby                                        | Gabrielle Beaumont             | Vereinigtes Königreich                      |
| Hotel zur Hölle                                    | Kevin Connor                   | Vereinigte Staaten                          |
| In der Gewalt der Zombies                          | Joe D’Amato                    | Italien                                     |
| Der Leichenwagen                                   | George Bowers                  | Vereinigte Staaten                          |
| Man-Eater – Der Menschenfresser                    | Joe D’Amato                    | Italien                                     |
| Maniac                                             | William Lustig                 | Vereinigte Staaten                          |
| Monster im Nachtexpreß                             | Roger Spottiswoode             | Kanada / Vereinigte Staaten                 |
| Muttertag                                          | Charles Kaufman                | Vereinigte Staaten                          |
| Nackt und zerfleischt                              | Ruggero Deodato                | Italien                                     |
| Patrick lebt!                                      | Mario Landi                    | Italien                                     |
| Prom Night – Die Nacht des Schlächters             | Paul Lynch                     | Kanada                                      |
| Psychock                                           | Denny Harris                   | Vereinigte Staaten                          |
| Der Schlitzer                                      | Ruggero Deodato                | Italien                                     |
| Schrei der Verlorenen                              | John Hough                     | Vereinigte Staaten / Vereinigtes Königreich |
| Schreie der Nacht                                  | William Fruet                  | Kanada                                      |
| Shining                                            | Stanley Kubrick                | Vereinigtes Königreich / Vereinigte Staaten |
| Death Ship                                         | Alvin Rakoff                   | Vereinigtes Königreich / Kanada             |
| Wir kommen und werden Euch fressen                 | Tsui Hark                      | Hongkong                                    |
| Ein Zombie hing am Glockenseil                     | Lucio Fulci                    | Italien                                     |
| Zombies unter Kannibalen                           | Marino Girolami                | Italien                                     |

## 1981
| Titel                                  | Regie                                 | Produktionsland                             |
| -------------------------------------- | ------------------------------------- | ------------------------------------------- |
| Ab in die Ewigkeit                     | J. Lee Thompson                       | Kanada                                      |
| Absurd                                 | Joe D’Amato                           | Italien                                     |
| American Werewolf                      | John Landis                           | Vereinigtes Königreich / Vereinigte Staaten |
| Barbara’s Baby – Omen III              | Graham Baker                          | Vereinigtes Königreich / Vereinigte Staaten |
| The Black Cat                          | Lucio Fulci                           | Italien                                     |
| Blutiger Valentinstag                  | George Mihalka                        | Kanada                                      |
| Brennende Rache                        | Tony Maylam                           | Vereinigte Staaten / Kanada                 |
| Cannibal Terror                        | Alain Deruelle, Julio Pèrez Tabernero | Frankreich / Spanien                        |
| Freitag der 13. – Jason kehrt zurück   | Steve Miner                           | Vereinigte Staaten                          |
| Die Grube des Grauens                  | Lew Lehman                            | Kanada                                      |
| Halloween II – Das Grauen kehrt zurück | Rick Rosenthal                        | Vereinigte Staaten                          |
| Die Hand                               | Oliver Stone                          | Vereinigte Staaten                          |
| Das Haus an der Friedhofsmauer         | Lucio Fulci                           | Italien                                     |
| Insel der Zombies                      | Joe D’Amato                           | Italien                                     |
| The Last Jaws – Der weiße Killer       | Enzo G. Castellari                    | Italien                                     |
| Night School                           | Ken Hughes                            | Vereinigte Staaten                          |
| Piranha 2 – Fliegende Killer           | James Cameron                         | Vereinigte Staaten / Niederlande / Italien  |
| Planet des Schreckens                  | Bruce D. Clark                        | Vereinigte Staaten                          |
| Possession                             | Andrzej Żuławski                      | Frankreich / BR Deutschland                 |
| Die Rache der Kannibalen               | Umberto Lenzi                         | Italien                                     |
| Die Rache des Gelynchten               | Frank De Felitta                      | Vereinigte Staaten                          |
| Die Rückkehr der Zombies               | Andrea Bianchi                        | Italien                                     |
| Die Säge des Todes                     | Jess Franco                           | BR Deutschland                              |
| Samen des Bösen                        | Norman J. Warren                      | Vereinigtes Königreich                      |
| Tanz der Teufel                        | Sam Raimi                             | Vereinigte Staaten                          |
| Targoor – Reise ins Grauen             | Peter Carter                          | Vereinigte Staaten                          |
| Das Tier                               | Joe Dante                             | Vereinigte Staaten                          |
| Tot & begraben                         | Gary Sherman                          | Vereinigte Staaten                          |
| Über dem Jenseits                      | Lucio Fulci                           | Italien                                     |
| Vor Morgengrauen                       | Jeff Lieberman                        | Vereinigte Staaten                          |
| Wolfen                                 | Michael Wadleigh                      | Vereinigte Staaten                          |
| Zurück bleibt die Angst                | John Irvin                            | Vereinigte Staaten                          |

## 1982
| Titel                                               | Regie             | Produktionsland                  |
| --------------------------------------------------- | ----------------- | -------------------------------- |
| American Monster                                    | Larry Cohen       | Vereinigte Staaten               |
| Amityville II – Der Besessene                       | Damiano Damiani   | Mexiko / Vereinigte Staaten      |
| Basket Case – Der unheimliche Zwilling              | Frank Henenlotter | Vereinigte Staaten               |
| Creepshow                                           | George A. Romero  | Vereinigte Staaten               |
| Das Ding aus einer anderen Welt                     | John Carpenter    | Vereinigte Staaten               |
| Der Fan                                             | Eckhart Schmidt   | BR Deutschland                   |
| Halloween III                                       | Tommy Lee Wallace | Vereinigte Staaten               |
| Katzenmenschen                                      | Paul Schrader     | Vereinigte Staaten               |
| Der Killerparasit                                   | Charles Band      | Vereinigte Staaten               |
| The Living Dead Girl                                | Jean Rollin       | Frankreich                       |
| Madman                                              | Joe Giannone      | Vereinigte Staaten               |
| Der New York Ripper                                 | Lucio Fulci       | Italien                          |
| Night Eyes                                          | Robert Clouse     | Kanada                           |
| Poltergeist                                         | Tobe Hooper       | Vereinigte Staaten               |
| Tenebrae                                            | Dario Argento     | Italien                          |
| Und wieder ist Freitag der 13.                      | Steve Miner       | Vereinigte Staaten               |
| Windigo – Die Nacht des Grauens                     | Jim Makichuk      | Kanada                           |
| Woodoo-Baby – Sex und schwarze Magie in der Karibik | Joe D’Amato       | Italien/ Dominikanische Republik |

## 1983
| Titel                                  | Regie             | Produktionsland             |
| -------------------------------------- | ----------------- | --------------------------- |
| Amityville III                         | Richard Fleischer | Vereinigte Staaten / Mexiko |
| Angst                                  | Gerald Kargl      | Österreich                  |
| Avanaida – Todesbiss der Satansviper   | William Fruet     | Kanada                      |
| Begierde                               | Tony Scott        | Vereinigtes Königreich      |
| Blutiger Sommer – Das Camp des Grauens | Robert Hiltzik    | Vereinigte Staaten          |
| Christine                              | John Carpenter    | Vereinigte Staaten          |
| Cujo                                   | Lewis Teague      | Vereinigte Staaten          |
| Curtains – Wahn ohne Ende              | Richard Ciupka    | Kanada                      |
| Eyes of Fire                           | Avery Crounse     | Vereinigte Staaten          |
| Das Haus der langen Schatten           | Pete Walker       | Vereinigtes Königreich      |
| Psycho II                              | Richard Franklin  | Vereinigte Staaten          |
| Thriller                               | John Landis       | Vereinigte Staaten          |
| Totentanz der Hexen                    | Ulli Lommel       | Vereinigte Staaten          |
| Die unheimliche Macht                  | Michael Mann      | Vereinigtes Königreich      |
| Videodrome                             | David Cronenberg  | Kanada                      |
| Der weiße Hai 3-D                      | Joe Alves         | Vereinigte Staaten          |

## 1984
| Titel                                | Regie             | Produktionsland        |
| ------------------------------------ | ----------------- | ---------------------- |
| C.H.U.D. – Panik in Manhattan        | Douglas Cheek     | Vereinigte Staaten     |
| Der Feuerteufel                      | Mark L. Lester    | Vereinigte Staaten     |
| Freitag der 13. – Das letzte Kapitel | Joseph Zito       | Vereinigte Staaten     |
| Gremlins – Kleine Monster            | Joe Dante         | Vereinigte Staaten     |
| Highschool des Grauens               | Richard W. Haines | Vereinigte Staaten     |
| Kinder des Zorns                     | Fritz Kiersch     | Vereinigte Staaten     |
| Der Komet                            | Thom Eberhardt    | Vereinigte Staaten     |
| Monster Dog                          | Claudio Fragasso  | Spanien                |
| Nightmare – Mörderische Träume       | Wes Craven        | Vereinigte Staaten     |
| Die Zeit der Wölfe                   | Neil Jordan       | Vereinigtes Königreich |

## 1985
| Titel                                  | Regie            | Produktionsland                             |
| -------------------------------------- | ---------------- | ------------------------------------------- |
| Die Braut                              | Franc Roddam     | Vereinigtes Königreich / Vereinigte Staaten |
| Dämonen 2                              | Lamberto Bava    | Italien                                     |
| The Devil’s Experiment                 | Satoru Ogura     | Japan                                       |
| Einmal beißen bitte                    | Howard Storm     | Vereinigte Staaten                          |
| Flowers of Flesh and Blood             | Hideshi Hino     | Japan                                       |
| Freitag der 13. – Ein neuer Anfang     | Danny Steinmann  | Vereinigte Staaten                          |
| Fright Night – Die rabenschwarze Nacht | Tom Holland      | Vereinigte Staaten                          |
| Ghoulies                               | Luca Bercovici   | Vereinigte Staaten                          |
| Hardrock-Zombies                       | Krishna Shah     | Vereinigte Staaten                          |
| Hot Love                               | Jörg Buttgereit  | Deutschland                                 |
| Im Todestal der Wölfe                  | Wes Craven       | Vereinigtes Königreich / Vereinigte Staaten |
| Katzenauge                             | Lewis Teague     | Vereinigte Staaten                          |
| Lifeforce – Die tödliche Bedrohung     | Tobe Hooper      | Vereinigtes Königreich                      |
| Nightmare II – Die Rache               | Jack Sholder     | Vereinigte Staaten                          |
| Phenomena                              | Dario Argento    | Italien                                     |
| Re-Animator                            | Stuart Gordon    | Vereinigte Staaten                          |
| Stuff – Ein tödlicher Leckerbissen     | Larry Cohen      | Vereinigte Staaten                          |
| Das Tier II                            | Philippe Mora    | Vereinigtes Königreich / Vereinigte Staaten |
| Verdammt, die Zombies kommen           | Dan O’Bannon     | Vereinigte Staaten                          |
| Der Werwolf von Tarker Mills           | Daniel Attias    | Vereinigte Staaten                          |
| Zombie 2                               | George A. Romero | Vereinigte Staaten                          |

## 1986
| Titel                                | Regie                | Produktionsland                             |
| ------------------------------------ | -------------------- | ------------------------------------------- |
| Aliens – Die Rückkehr                | James Cameron        | Vereinigte Staaten                          |
| Critters – Sie sind da!              | Stephen Herek        | Vereinigte Staaten                          |
| Dämonen                              | Lamberto Bava        | Italien                                     |
| Die Fliege                           | David Cronenberg     | Vereinigte Staaten                          |
| Freitag der 13. Teil VI – Jason lebt | Tom McLoughlin       | Vereinigte Staaten                          |
| From Beyond – Aliens des Grauens     | Stuart Gordon        | Vereinigte Staaten                          |
| Gothic                               | Ken Russell          | Vereinigtes Königreich                      |
| He Never Dies                        | Masayumi Kusumi      | Japan                                       |
| Henry: Portrait of a Serial Killer   | John McNaughton      | Vereinigte Staaten                          |
| Hitcher, der Highway Killer          | Robert Harmon        | Vereinigte Staaten                          |
| House – Das Horrorhaus               | Steve Miner          | Vereinigte Staaten                          |
| Interceptor                          | Mike Marvin          | Vereinigte Staaten                          |
| Invasion vom Mars                    | Tobe Hooper          | Vereinigte Staaten                          |
| Der kleine Horrorladen               | Frank Oz             | Vereinigte Staaten                          |
| Link – Der Butler                    | Richard Franklin     | Vereinigtes Königreich                      |
| Die Nacht der Creeps                 | Fred Dekker          | Vereinigte Staaten                          |
| Poltergeist II – Die andere Seite    | Brian Gibson         | Vereinigte Staaten                          |
| Psycho III                           | Anthony Perkins      | Vereinigte Staaten                          |
| Ragman                               | Charles Martin Smith | Vereinigte Staaten                          |
| Rhea M – Es begann ohne Warnung      | Stephen King         | Vereinigte Staaten                          |
| TerrorVision                         | Ted Nicolaou         | Vereinigte Staaten                          |
| Texas Chainsaw Massacre 2            | Tobe Hooper          | Vereinigte Staaten                          |
| Überfall im Wandschrank              | Bob Dahlin           | Vereinigte Staaten                          |
| Vamp                                 | Richard Wenk         | Vereinigte Staaten                          |
| Witchboard – Die Hexenfalle          | Kevin Tenney         | Vereinigtes Königreich / Vereinigte Staaten |
| Zombie Nightmare                     | Jack Bravman         | Kanada                                      |

## 1987
| Titel                                             | Regie                  | Produktionsland                                      |
| ------------------------------------------------- | ---------------------- | ---------------------------------------------------- |
| Angel Heart                                       | Alan Parker            | Vereinigte Staaten / Kanada / Vereinigtes Königreich |
| Bad Taste                                         | Peter Jackson          | Neuseeland                                           |
| Bates Motel                                       | Richard Rothstein      | Vereinigte Staaten                                   |
| Blood Diner                                       | Jackie Kong            | Vereinigte Staaten                                   |
| Blumen der Nacht                                  | Jeffrey Bloom          | Vereinigte Staaten                                   |
| The Caller                                        | Arthur Allan Seidelman | Vereinigte Staaten                                   |
| A Chinese Ghost Story                             | Ching Siu-Tung         | Hongkong                                             |
| Creepshow 2                                       | Michael Gornick        | Vereinigte Staaten                                   |
| Cyclops                                           | Jôji Iida              | Japan                                                |
| La croce dalle sette pietre                       | Marco Antonio Andolfi  | Italien                                              |
| Epidemic                                          | Lars von Trier         | Dänemark                                             |
| Die Fürsten der Dunkelheit                        | John Carpenter         | Vereinigte Staaten                                   |
| Hellraiser – Das Tor zur Hölle                    | Clive Barker           | Vereinigtes Königreich                               |
| Die Hexen von Eastwick                            | George Miller          | Vereinigte Staaten                                   |
| The Hidden – Das unsagbar Böse                    | Jack Sholder           | Vereinigte Staaten                                   |
| Hollywood Monster                                 | Roland Emmerich        | BR Deutschland                                       |
| House II – Das Unerwartete                        | Ethan Wiley            | Vereinigte Staaten                                   |
| Killing Birds                                     | Claudio Lattanzi       | Italien                                              |
| The Lost Boys                                     | Joel Schumacher        | Vereinigte Staaten                                   |
| Near Dark – Die Nacht hat ihren Preis             | Kathryn Bigelow        | Vereinigte Staaten                                   |
| Nekromantik                                       | Jörg Buttgereit        | BR Deutschland                                       |
| Nightmare III – Freddy Krueger lebt               | Chuck Russell          | Vereinigte Staaten                                   |
| Predator                                          | John McTiernan         | Vereinigte Staaten                                   |
| Psychos in Love                                   | Gorman Bechard         | Vereinigte Staaten                                   |
| Redneck Zombies                                   | Pericles Lewnes        | Vereinigte Staaten                                   |
| Return to Horror High                             | Bill Froehlich         | Vereinigte Staaten                                   |
| Das Ritual                                        | John Schlesinger       | Vereinigte Staaten                                   |
| The Stepfather                                    | Joseph Ruben           | Vereinigte Staaten                                   |
| Tanz der Teufel II – Jetzt wird noch mehr getanzt | Sam Raimi              | Vereinigte Staaten                                   |
| Teenwolf II                                       | Christopher Leitch     | Vereinigte Staaten                                   |
| Eine verhängnisvolle Affäre                       | Adrian Lyne            | Vereinigte Staaten                                   |
| Der weiße Hai – Die Abrechnung                    | Joseph Sargent         | Vereinigte Staaten                                   |
| Zombie Nightmare                                  | Jack Bravman           | Kanada                                               |

## 1988
| Titel                                          | Regie                                       | Produktionsland                             |
| ---------------------------------------------- | ------------------------------------------- | ------------------------------------------- |
| Der Affe im Menschen                           | George A. Romero                            | Vereinigte Staaten                          |
| Android of Notre Dame                          | Kazuhito Kuramoto                           | Japan                                       |
| Beetlejuice                                    | Tim Burton                                  | Vereinigte Staaten                          |
| Der Biss der Schlangenfrau                     | Ken Russell                                 | Vereinigtes Königreich                      |
| Der Blob                                       | Chuck Russell                               | Vereinigte Staaten                          |
| Das Böse II                                    | Don Coscarelli                              | Vereinigte Staaten                          |
| Chucky – Die Mörderpuppe                       | Tom Holland                                 | Vereinigte Staaten                          |
| Critters 2 – Sie kehren zurück                 | Mick Garris                                 | Vereinigte Staaten                          |
| Elmer                                          | Frank Henenlotter                           | Vereinigte Staaten                          |
| Elvira – Herrscherin der Dunkelheit            | James Signorelli                            | Vereinigte Staaten                          |
| Faceless                                       | Jess Franco                                 | Frankreich                                  |
| Flesh Eater                                    | S. William Hinzman                          | Vereinigte Staaten                          |
| Freitag der 13. Teil VII – Jason im Blutrausch | John Carl Buechler                          | Vereinigte Staaten                          |
| Die Geister, die ich rief …                    | Richard Donner                              | Vereinigte Staaten                          |
| Ghosthouse                                     | Umberto Lenzi                               | Italien / Vereinigte Staaten                |
| Halloween IV – Michael Myers kehrt zurück      | Dwight H. Little                            | Vereinigte Staaten                          |
| Das Halloween Monster                          | Stan Winston                                | Vereinigte Staaten                          |
| Hellbound – Hellraiser II                      | Tony Randel                                 | Vereinigtes Königreich                      |
| High Spirits                                   | Neil Jordan                                 | Vereinigtes Königreich / Vereinigte Staaten |
| Hobgoblins                                     | Rick Sloane                                 | Vereinigte Staaten                          |
| Der Hund von Baskerville                       | Brian Mills                                 | Vereinigtes Königreich                      |
| Jack the Ripper – Das Ungeheuer von London     | David Wickes                                | Vereinigtes Königreich                      |
| Maniac Cop                                     | William Lustig                              | Vereinigte Staaten                          |
| Mein Nachbar, der Vampir                       | Tommy Lee Wallace                           | Vereinigte Staaten                          |
| Monster Hospital                               | William Lustig                              | Vereinigte Staaten                          |
| Night of the Demons                            | Kevin S. Tenney                             | Vereinigte Staaten                          |
| Nightmare on Elm Street 4                      | Renny Harlin                                | Vereinigte Staaten                          |
| The Red Monks                                  | Gianni Martucci                             | Italien                                     |
| Reise zurück in der Zeit                       | Anthony Hickox                              | Vereinigte Staaten                          |
| Return of the Living Dead III                  | Brian Yuzna                                 | Vereinigte Staaten                          |
| The Ripper                                     | Rowdy Herrington                            | Vereinigte Staaten                          |
| Die Rückkehr der Killertomaten                 | John De Bello                               | Vereinigte Staaten                          |
| Die Schlange im Regenbogen                     | Wes Craven                                  | Vereinigte Staaten                          |
| Sie leben                                      | John Carpenter                              | Vereinigte Staaten                          |
| Das siebte Zeichen                             | Carl Schultz                                | Vereinigte Staaten                          |
| Space Invaders                                 | Stephen Chiodo                              | Vereinigte Staaten                          |
| Terror Serpent                                 | Godfrey Ho                                  | Hongkong                                    |
| Teufel im Blut                                 | Steve Cohen                                 | Vereinigte Staaten                          |
| Toll treiben es die wilden Zombies             | Ken Wiederhorn                              | Vereinigte Staaten                          |
| Underground Werewolf                           | John Carl Buechler                          | Vereinigte Staaten                          |
| Witchcraft – Das Böse lebt                     | Fabrizio Laurenti                           | Vereinigte Staaten Italien                  |
| Zombie III                                     | Lucio Fulci, Bruno Mattei, Claudio Fragasso | Italien                                     |

## 1989
| Titel                                            | Regie                    | Produktionsland        |
| ------------------------------------------------ | ------------------------ | ---------------------- |
| Black Rainbow – Schwarzer Regenbogen             | Mike Hodges              | Vereinigtes Königreich |
| Bloodnight                                       | Scott Spiegel            | Vereinigte Staaten     |
| Das Böse ist wieder da                           | Claudio Fragasso         | Italien                |
| The Church                                       | Michele Soavi            | Italien                |
| The Dead Next Door                               | J. R. Bookwalter         | Vereinigte Staaten     |
| Freitag der 13. Teil VIII – Todesfalle Manhattan | Rob Hedden               | Vereinigte Staaten     |
| Friedhof der Kuscheltiere                        | Mary Lambert             | Vereinigte Staaten     |
| Good Night Hell                                  | Thierry Notz             | Vereinigte Staaten     |
| Halloween V – Die Rache des Michael Myers        | Dominique Othenin-Girard | Vereinigte Staaten     |
| Leviathan                                        | George Pan Cosmatos      | Vereinigte Staaten     |
| Mad Cop                                          | Wallace Potts            | Vereinigte Staaten     |
| Nightlife                                        | David Acomba             | Vereinigte Staaten     |
| Nightmare on Elm Street 5 – Das Trauma           | Stephen Hopkins          | Vereinigte Staaten     |
| Die Uhr des Grauens                              | Lucio Fulci              | Italien                |
| Vampire’s Kiss                                   | Robert Bierman           | Vereinigte Staaten     |
| Zombie Town                                      | Dan Hoskins              | Vereinigte Staaten     |